# Miguel González Sinde
Miguel González Sinde (carrer Espalter, Retiro, Madrid, juny de 1948) és un editor de cinema espanyol, oncle d'Ángeles González-Sinde
El seu pare era un executiu discogràfic amb vocació de pintor. Va estudiar als Sagrats Cors i es va graduar en Enginyeria Tècnica de Telecomunicacions. En els darrers anys del franquisme va entrar a treballar a TVE com a auxiliar de muntatge, i allí va aprendre l'ofici a base de moviola i revisar grans pel·lícules. El 1973, però, fou detingut com a militant del Partit Comunista d'Espanya i acomiadat de la seva feina. Després de treballar en l'edició de curtmetratges debutà com a editor a Asignatura pendiente (1977) de José Luis Garci, director amb el que ha treballat de muntador a moltes de les seves pel·lícules d'aleshores, com Solos en la madrugada (1978), El crack (1981) i El crack II (1983) i Sesión continua (1984), a la sèrie de televisió Página de sucesos (1985-1986). També va formar part de l'equip de rodatge de Volver a empezar, guanyadora de l'Oscar a la millor pel·lícula de parla no anglesa.
El 1994 va rebre la Medalla del CEC al millor muntatge per la seva tasca a Canción de cunade Garci, pel·lícula per la que també fou nominat al Goya al millor muntatge als IX Premis Goya. El 1999 tornaria a ser nominat al Goya pel seu treball a El abuelo, també de Garci. Finalment, obtindria el preuat guardó el 2001 pel seu treball a You're the one (una historia de entonces) de J. L. Garci. Seria nominat novament pel seu treball a Ninette el 2005. Després ha concentrat la seva tasca en l'ensenyament com a professor de muntatge a l'Escola de Cinematografia de la Comunitat de Madrid (ECAM) i com acadèmic de l'Acadèmia de Cinema Espanyol

## Filmografia
- 2005: Ninette
- 2003: Hotel Danubio
- 2002 Historia de un beso
- 2002 Primer y último amor
- 2000: You're the one (una historia de entonces)
- 1998: El abuelo
- 1997: Las ratas
- 1997: La herida luminosa
- 1996: Sombras y luces: Cien años de cine español (documental)
- 1988-1996: Historias del otro lado (sèrie de televisió)
- 1994: Canción de cuna
- 1993: El laberinto griego
- 1989: El río que nos lleva
- 1988: Soldadito español
- 1988: Jarrapellejos
- 1987: Asignatura aprobada
- 1986: El disputado voto del señor Cayo
- 1985-1986: Página de sucesos (sèrie de televisió)
- 1984: Sesión continua
- 1983: El crack II
- 1982: Volver a empezar
- 1981: El crack
- 1979: Las verdes praderas
- 1978: Solos en la madrugada
- 1977: Asignatura pendiente